# Val Tartano
La Val Tartano è una valle laterale della Valtellina. Si trova all'interno del Parco delle Orobie Valtellinesi, in provincia di Sondrio (Lombardia).
La valle si apre sulla sinistra orografica della Valtellina all'altezza di Talamona e sale fino al Passo di Tartano che la collega con la Val Brembana.
È percorsa dal torrente omonimo.

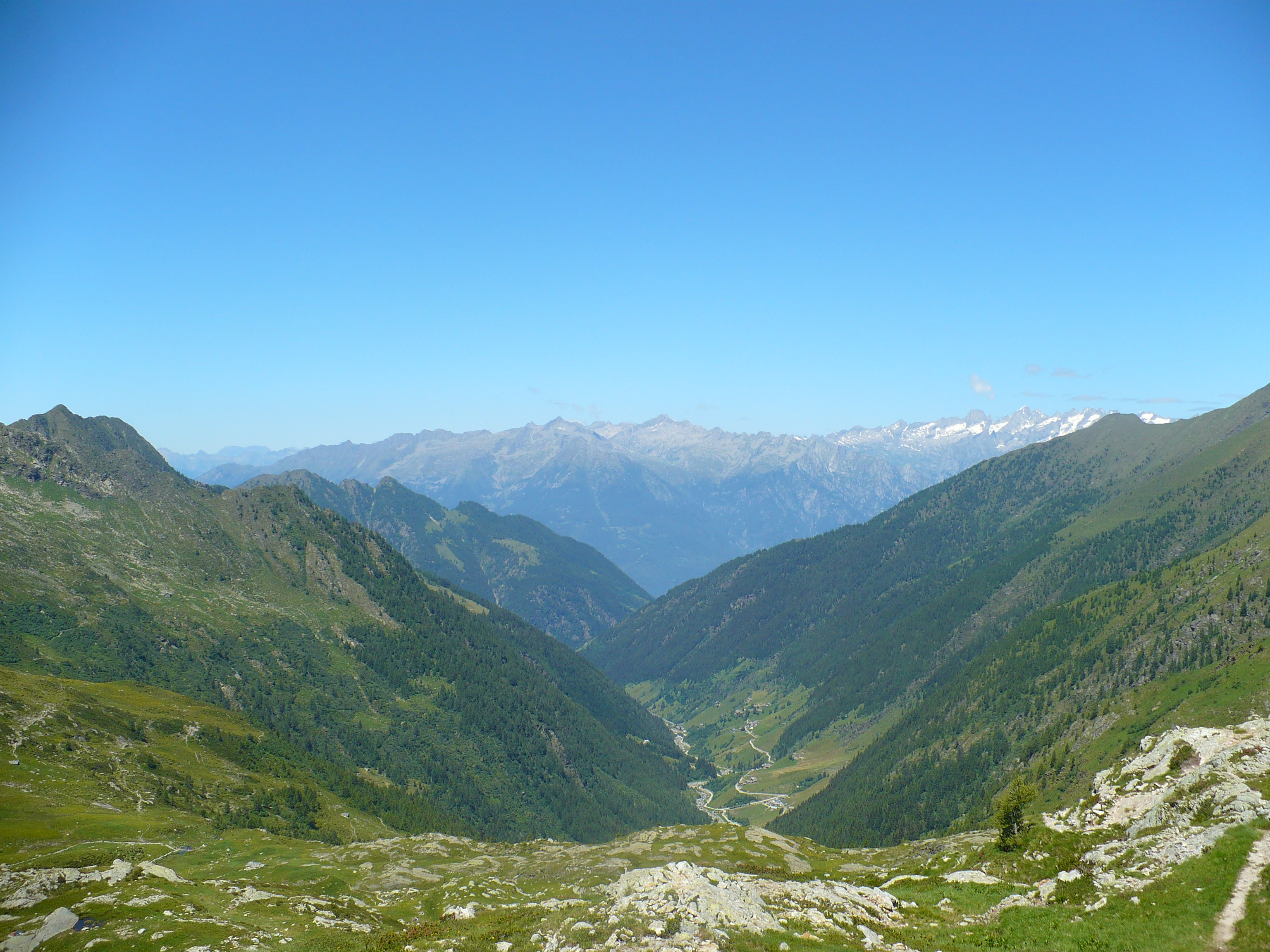
La val Lunga vista dal passo Tartano

La Val Tartano si suddivide in due valli principali: la Val Lunga e la Val Corta.
La Val Lunga è dominata dal monte Cadelle (2483 m), cima altamente panoramica dove confluiscono la Val Brembana, la Val Madre e la Val Tartano appunto.
Su questa cima è stata collocata, nel 1987, la statua dell'arcangelo Gabriele (conosciuta come l'angelo delle Cadelle), con il volto trifronte, che guarda in tre diverse direzioni: (sud Val Brembana, nord Val Tartano, est Valmadre e veglia sui due versanti orobici, perché non si ripetano gli eventi che hanno luttuosamente segnato le tre valli.
Poco sotto questa cima, sul versante tartanolo, si trovano i tre laghi di Porcile.
La Val Tartano è spesso sede di importanti manifestazioni sciistiche e podistiche.
La valle è inserita nel Parco delle Orobie Valtellinesi.